# Resultados do Carnaval do Rio de Janeiro em 2003
Nesta página estão listados os resultados dos concursos de escolas de samba e de blocos de enredo do carnaval do Rio de Janeiro do ano de 2003. Os desfiles foram realizados entre os dias 1 e 8 de março de 2003.
Beija-Flor foi a campeã do Grupo Especial após quatro vice-campeonatos consecutivos entre 1999 e 2002. A escola conquistou seu sétimo título de campeã do carnaval carioca. O enredo "O Povo Conta a Sua História: Saco Vazio não Para em Pé, a Mão que Faz a Guerra, Faz a Paz" foi desenvolvido pela Comissão de Carnaval da escola, formada por Cid Carvalho, Fran Sérgio, Laíla, Shangai e Ubiratan Silva. O desfile pediu o combate à fome, a busca pela paz, e exaltou líderes que lutaram contra a opressão, como Zumbi dos Palmares e Tiradentes. O recém eleito presidente do Brasil, Luiz Inácio Lula da Silva, também foi homenageado na última alegoria do desfile.  Campeã do ano anterior, a Mangueira ficou com o vice-campeonato contando a saga do personagem bíblico Moisés. Um dos destaques do desfile foi a comissão de frente, onde o coreógrafo Carlinhos de Jesus, interpretando Moisés, "levitava" usando um truque de ilusionismo. Recém promovida ao Grupo Especial, após vencer o Grupo A em 2002, Acadêmicos de Santa Cruz foi rebaixada de volta à segunda divisão.
São Clemente venceu o Grupo A com nota máxima de todos os julgadores. O desfile, sobre o município de Mangaratiba, foi assinado pelo carnavalesco Lane Santana. Lins Imperial foi campeã do Grupo B com um desfile em homenagem ao cantor Aroldo Melodia. Unidos de Lucas ganhou o Grupo C com um desfile em homenagem ao ex-jogador de vôlei Bernard Rajzman. Em seu segundo ano de existência, a Independente da Praça da Bandeira conquistou o Grupo D com um desfile sobre a biodiversidade. De volta ao carnaval, após alguns anos sem desfilar, Flor da Mina do Andaraí foi a campeã do Grupo E com um desfile sobre o município de São Gonçalo.
Entre os blocos de enredo, Barriga venceu o Grupo 1; Acadêmicos de Belford Roxo conquistou o Grupo 2; Falcão Dourado ganhou o Grupo 3; e Unidos de Tubiacanga foi o campeão do Grupo de Avaliação.

## Grupo Especial
O desfile do Grupo Especial foi organizado pela Liga Independente das Escolas de Samba do Rio de Janeiro (LIESA) e realizado no Sambódromo da Marquês de Sapucaí, a partir das 21 horas dos dias 2 e 3 de março de 2003.
Ordem dos desfiles
A primeira noite de apresentações foi aberta pela campeã do Grupo A do ano anterior, Acadêmicos de Santa Cruz. A segunda noite foi aberta pela penúltima colocada do Grupo Especial do ano anterior, Tradição. A ordem de desfile das demais escolas foi definida através de sorteio realizado no dia 11 de junho de 2002, na quadra da Estação Primeira de Mangueira.
| Domingo (02/03/2003) | Segunda-feira (03/03/2003) |

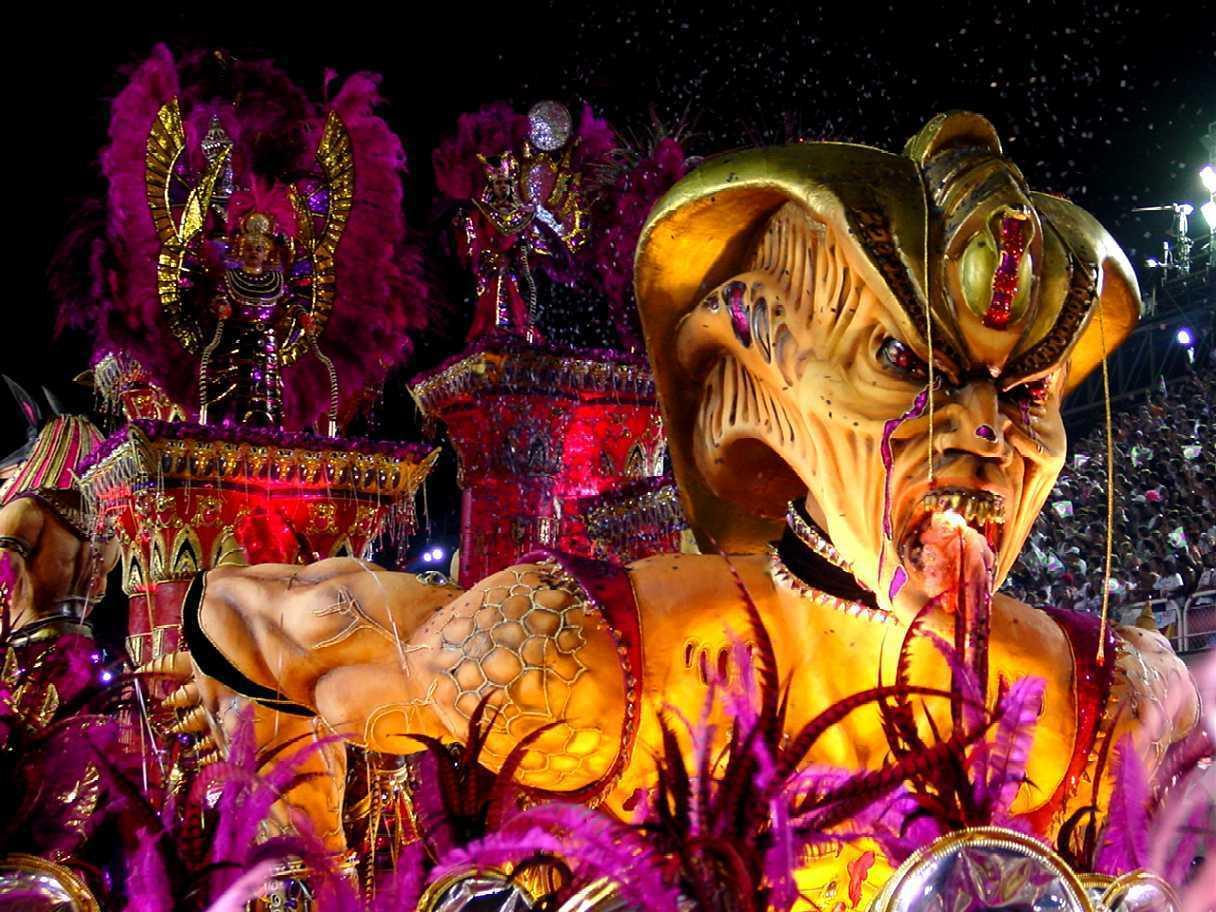
Alegoria do desfile da Mangueira em 2003, a escola foi vice-campeã do Grupo Especial.

| 1. Acadêmicos de Santa Cruz 2. Acadêmicos do Salgueiro 3. Acadêmicos do Grande Rio 4. Unidos do Viradouro 5. Império Serrano 6. Caprichosos de Pilares 7. Portela | 1. Tradição 2. Estação Primeira de Mangueira 3. Beija-Flor 4. Unidos da Tijuca 5. Unidos do Porto da Pedra 6. Mocidade Independente de Padre Miguel 7. Imperatriz Leopoldinense |

Quesitos e julgadores
Foram mantidos os dez quesitos de avaliação do ano anterior e a mesma quantidade de julgadores.
| Quesitos | Quesitos                     | Julgador 1               | Julgador 2              | Julgador 3         | Julgador 4           |
| -------- | ---------------------------- | ------------------------ | ----------------------- | ------------------ | -------------------- |
|          | Mestre-Sala e Porta-Bandeira | Tito Canha               | Beatriz Badejo          | Marly Leal         | Ilclemar Nunes       |
|          | Comissão de Frente           | Rafael David             | Mário Cardoso           | João Wlamir        | Anibal La Valle      |
|          | Fantasias                    | Sonia Gallo              | Suely Stambowisk        | Dulce Tupy         | Carla Roberto        |
|          | Alegorias e Adereços         | Ana Bernachi             | Adriana Filardi         | Maurício Salgueiro | Luiz Carlos Correa   |
|          | Conjunto                     | Regina Gomes de Oliveira | Wilson Martines         | Sulamita Trzcina   | Ana Maria Ferrer     |
|          | Enredo                       | Orpheu de Souza          | Liana Barcelos          | Clécio Quesado     | Luiz Antônio Araújo  |
|          | Evolução                     | Carlos Pousa             | Otoniel Serra           | Salete Lisboa      | Luiz Eduardo Rezende |
|          | Harmonia                     | Nilton Rodrigues         | Célia Souto             | Benvindo Siqueira  | Augusto Estrela      |
|          | Samba-Enredo                 | Eri Galvão               | Ermelinda A. Paz Zanini | Rui Maurity        | Nely Fragoso         |
|          | Bateria                      | Ivan Paulo               | Luiz Carlos Reis        | Mario Jorge Bruno  | Cláudio Luiz Matheus |

### Classificação
Após quatro vice-campeonatos consecutivos, a Beija-Flor voltou a conquistar o título de campeã do carnaval carioca, sendo o sétimo de sua história. O título anterior foi conquistado cinco anos antes, em 1998. Terceira escola da segunda noite, a Beija-Flor realizou um desfile-manifesto contra a fome e outras mazelas brasileiras, e em busca da paz. Foram homenageados diversos líderes que lutaram contra a opressão, como Zumbi dos Palmares, Tiradentes e Lampião. O recém eleito presidente do Brasil, Luiz Inácio Lula da Silva, que teve como uma de suas propostas na campanha presidencial o enfrentamento da fome e da miséria no país, foi homenageado com uma escultura na última alegoria do desfile. O enredo "O Povo Conta a Sua História: Saco Vazio não Para em Pé, a Mão que Faz a Guerra, Faz a Paz" foi desenvolvido pela Comissão de Carnaval da Beija-Flor, formada por Cid Carvalho, Fran Sérgio, Laíla, Shangai e Ubiratan Silva.
Campeã do ano anterior, a Mangueira ficou com o vice-campeonato de 2003 com um desfile sobre a história do personagem bíblico Moisés e a libertação dos hebreus. Um dos destaques do desfile foi a comissão de frente, onde o coreógrafo Carlinhos de Jesus, representando Moisés no Monte Sinai, "levitava" através de um truque de ilusionismo. Pela primeira vez em sua história, Acadêmicos do Grande Rio foi classificada para o Desfile das Campeãs. A escola foi a terceira colocada com um desfile sobre a mineração, patrocinado pela Companhia Vale do Rio Doce. Com um desfile que explorou todos os tipos de pirataria, a Imperatriz Leopoldinense se classificou em quarto lugar. Quinta colocada, a Mocidade Independente de Padre Miguel apresentou um desfile sobre a doação de órgãos. Unidos do Viradouro conquistou a última vaga do Desfile das Campeãs com um tributo à cantora e atriz Bibi Ferreira. A homenageada desfilou na última alegoria da escola.
O Salgueiro ficou em sétimo lugar realizando um desfile em auto-homenagem aos seus cinquenta anos. Com um desfile sobre a Cinelândia, a Portela se classificou em oitavo lugar. Unidos da Tijuca foi a nona colocada com um desfile sobre os agudás, escravos libertos no Brasil, que voltaram para a África. O desfile ficou marcado pelo acidente com a atriz Neusa Borges, que caiu da quarta alegoria da escola, de uma altura de seis metros. Décima colocada, a Caprichosos de Pilares homenageou Zumbi dos Palmares. Unidos do Porto da Pedra se classificou em décimo primeiro lugar com um desfile sobre as ruas do Rio de Janeiro. Império Serrano foi a décima segunda colocada com um desfile sobre todas as formas e sentidos de luz, seja física ou espiritual. Embalada pelo pentacampeonato conquistado pela Seleção Brasileira de Futebol no ano anterior, a Tradição realizou um desfile em homenagem ao jogador de futebol Ronaldo Nazário, relembrando também os cinco títulos do Brasil. O homenageado não compareceu ao desfile. A escola se classificou na penúltima colocação. Recém promovida ao Grupo Especial, após vencer o Grupo A em 2002, a Acadêmicos de Santa Cruz foi rebaixada de volta à segunda divisão. A escola se classificou em último lugar com uma apresentação sobre o teatro.
| Legenda: Desfile das Campeãs Rebaixada para o Grupo A |

| Col. | Escola                                | Enredo                                                                                     | Carnavalesco(a)                                            | Pontos |
| ---- | ------------------------------------- | ------------------------------------------------------------------------------------------ | ---------------------------------------------------------- | ------ |
| 1    | Beija-Flor                            | O Povo Conta a Sua História: Saco Vazio não Para em Pé, a Mão que Faz a Guerra, Faz a Paz  | Cid Carvalho, Fran Sérgio, Laíla, Shangai e Ubiratan Silva | 399,6  |
| 2    | Estação Primeira de Mangueira         | Os Dez Mandamentos: O Samba da Paz Canta a Saga da Liberdade                               | Max Lopes                                                  | 398,6  |
| 3    | Acadêmicos do Grande Rio              | O Nosso Brasil que Vale...                                                                 | Joãosinho Trinta                                           | 396,6  |
| 4    | Imperatriz Leopoldinense              | Nem Todo Pirata Tem Perna de Pau, o Olho de Vidro e a Cara de Mau                          | Rosa Magalhães                                             | 395,8  |
| 5    | Mocidade Independente de Padre Miguel | Para Sempre no Seu Coração, Carnaval da Doação                                             | Chico Spinoza                                              | 394,3  |
| 6    | Unidos do Viradouro                   | A Viradouro Canta e Conta Bibi - Uma Homenagem ao Teatro Brasileiro                        | Mauro Quintaes                                             | 393,3  |
| 7    | Acadêmicos do Salgueiro               | Salgueiro, Minha Paixão, Minha Raiz - 50 Anos de Glórias                                   | Renato Lage e Márcia Lage                                  | 390,5  |
| 8    | Portela                               | Ontem, Hoje e Sempre Cinelândia - O Samba Entra em Cena na Broadway Brasileira             | Alexandre Louzada                                          | 390,4  |
| 9    | Unidos da Tijuca                      | Agudás: Os que Levaram a África no Coração e Trouxeram para o Coração da África, o Brasil! | Milton Cunha                                               | 389,8  |
| 10   | Caprichosos de Pilares                | Zumbi, Rei de Palmares e Herói do Brasil. A História que não Foi Contada                   | Jaime Cezário                                              | 385    |
| 11   | Unidos do Porto da Pedra              | Os Donos da Rua - Um Jeitinho Brasileiro de Ser                                            | Mário Borriello                                            | 383,5  |
| 12   | Império Serrano                       | E Onde Houver Trevas que Se Faça a Luz                                                     | Ernesto Nascimento                                         | 378,9  |
| 13   | Tradição                              | O Brasil É Penta, o R é 9 - O Fenômeno Iluminado                                           | Orlando Júnior                                             | 376,8  |
| 14   | Acadêmicos de Santa Cruz              | Do Universo Teatral à Ribalta do Carnaval                                                  | Cahê Rodrigues, Munir Nicolau e Rosele Nicolau             | 371    |

### Premiações

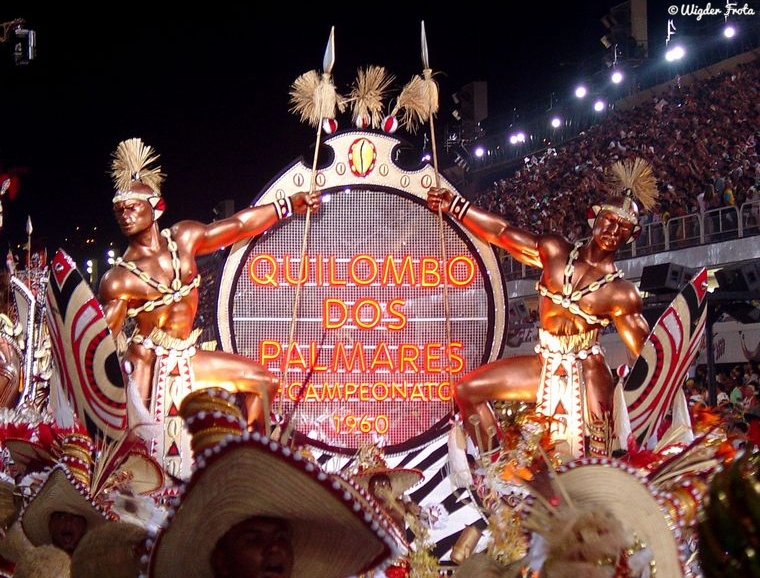
Desfile do Salgueiro em 2003. Escola foi eleita a melhor do ano pelo Estandarte de Ouro.

| Prêmios 2003          | Estandarte de Ouro         | Tamborim de Ouro                    |
| --------------------- | -------------------------- | ----------------------------------- |
| Melhor escola         | Salgueiro                  | Mangueira                           |
| Samba-enredo          | Unidos da Tijuca           | Salgueiro                           |
| Melhor enredo         | Unidos da Tijuca           | Mocidade Independente               |
| Melhor bateria        | Salgueiro                  | Mocidade Independente               |
| Melhor mestre-sala    | Ronaldinho (Salgueiro)     | Claudinho (Beija-Flor)              |
| Melhor porta-bandeira | Lucinha (Unidos da Tijuca) | Selminha (Beija-Flor)               |
| Comissão de frente    | Salgueiro                  | Mangueira                           |
| Melhor intérprete     | Neguinho da Beija-Flor     | Dominguinhos do Estácio (Viradouro) |
| Melhor ala de baianas | Imperatriz Leopoldinense   | Imperatriz Leopoldinense            |

### Desfile das Campeãs
O Desfile das Campeãs foi realizado no Sambódromo da Marquês de Sapucaí, entre as 20 horas do sábado, dia 8 de março de 2003, e as 6 horas do dia seguinte. A escola italiana Cento Carnevale D'Italia abriu o desfile, sendo seguida pela escola de samba mirim Corações Unidos do Ciep. Logo depois, desfilaram as seis primeiras colocadas do Grupo Especial em ordem inversa de classificação.
| Ordem dos desfiles |
| 1. Cento Carnevale D'Italia 2. Corações Unidos do Ciep 3. Unidos do Viradouro 4. Mocidade Independente de Padre Miguel 5. Imperatriz Leopoldinense 6. Acadêmicos do Grande Rio 7. Estação Primeira de Mangueira 8. Beija-Flor |

## Grupo A
O desfile do Grupo A (segunda divisão) foi organizado pela Associação das Escolas de Samba da Cidade do Rio de Janeiro e realizado a partir das 19 horas do sábado, dia 1 de março de 2003, no Sambódromo da Marquês de Sapucaí.
| Ordem dos desfiles |
| 1. São Clemente 2. Unidos de Vila Isabel 3. Acadêmicos do Cubango 4. Inocentes da Baixada 5. Paraíso do Tuiuti 6. Unidos da Ponte 7. Acadêmicos da Rocinha 8. Leão de Nova Iguaçu 9. Boi da Ilha do Governador 10. Estácio de Sá 11. União de Jacarepaguá 12. União da Ilha do Governador |

### Classificação
São Clemente foi a campeã, garantindo seu retorno ao Grupo Especial, de onde foi rebaixada no ano anterior. Este foi o segundo título da escola na segunda divisão. A São Clemente realizou um desfile sobre a cidade de Mangaratiba. O título foi contestado por outras agremiações, especialmente pelo fato da escola receber nota máxima de todos os julgadores. Últimas colocadas, Unidos da Ponte e Boi da Ilha do Governador foram rebaixadas para a terceira divisão.
| Legenda: Promovida ao Grupo Especial Rebaixadas para o Grupo B |

| Col. | Escola                      | Enredo | Carnavalesco(a)   | Pontos |
| ---- | --------------------------- | --- | ----------------- | ------ |
| 1    | São Clemente                | Mangaratiba, Uma História de Lutas para Todos que Amam a Terra e a Liberdade                                                       | Lane Santana      | 180    |
| 2    | União da Ilha do Governador | Chega em Seu Cavalinho Azul Uma Bruxinha Boa. A Ilha Trouxe do Céu Maria Clara Machado                                             | Paulo Menezes     | 177,9  |
| 3    | Unidos de Vila Isabel       | Oscar Niemeyer, o Arquiteto no Recanto da Princesa                                                                                 | Jorge Freitas     | 176,9  |
| 4    | Paraíso do Tuiuti           | Tuiuti Desfila o Brasil nas Telas de Portinari                                                                                     | Paulo Barros      | 175,5  |
| 5    | Estácio de Sá               | Um Banho da Natureza - Cachoeiras de Macacu                                                                                        | Roberto Szaniecki | 175,4  |
| 6    | Inocentes da Baixada        | O Gênio da Inocentes e a Lâmpada Maravilhosa                                                                                       | Cahê Rodrigues    | 175    |
| 7    | União de Jacarepaguá        | O Cupim É do Capim | Waldecyr Rosas    | 173,9  |
| 8    | Leão de Nova Iguaçu         | Beleza: A Eterna Busca do Ser | Alex de Souza     | 173,2  |
| 9    | Acadêmicos do Cubango       | Cândido Mendes, Um Século de Paixão na História da Educação                                                                        | Beto Reis         | 171,8  |
| 10   | Acadêmicos da Rocinha       | Nas Asas da Realização Entre Glórias e Tradições. A Rocinha Faz a Festa dos 100 Anos de Um Clube Campeão. Sou Tricolor de Coração! | Lucianno Costa    | 170,8  |
| 11   | Unidos da Ponte             | De Graham Bell à Sérgio Motta - Um Salto para a Modernidade                                                                        | Edgley Cunha      | 170,5  |
| 12   | Boi da Ilha do Governador   | Em 500 Anos de Glórias, Cabo Frio Conta Sua História                                                                               | Cláudio de Jesus  | 170,1  |

## Grupo B
O desfile do Grupo B (terceira divisão) foi organizado pela AESCRJ e realizado a partir da noite da terça-feira, dia 4 de março de 2003, no Sambódromo da Marquês de Sapucaí.
| Ordem dos desfiles |
| 1. Império da Tijuca 2. Unidos da Villa Rica 3. Unidos do Jacarezinho 4. Arranco 5. Alegria da Zona Sul 6. Acadêmicos do Sossego 7. União do Parque Curicica 8. Acadêmicos da Barra da Tijuca 9. Em Cima da Hora 10. Renascer de Jacarepaguá 11. Lins Imperial 12. Vizinha Faladeira |

### Classificação
Lins Imperial foi a campeã, garantindo seu retorno ao Grupo A, de onde foi rebaixada em 1998. A escola homenageou o cantor Aroldo Melodia. Vice-campeã, Alegria da Zona Sul foi promovida à segunda divisão pela primeira vez em sua história. Alegria e Renascer de Jacarepaguá somaram a mesma pontuação final. O desempate ocorreu no quesito Bateria, onde a Alegria teve pontuação maior.
| Legenda: Promovidas ao Grupo A Rebaixadas para o Grupo C |

| Col. | Escola                        | Enredo                                                                             | Carnavalesco(a)                                  | Pontos | Desempate          |
| ---- | ----------------------------- | ---------------------------------------------------------------------------------- | ------------------------------------------------ | ------ | ------------------ |
| 1    | Lins Imperial                 | Segura a Marimba! Aroldo Melodia Vem Aí!                                           | Jorge Caribé                                     | 178,7  | -                  |
| 2    | Alegria da Zona Sul           | Festa do Quilombo na Coroação de Um Rei Negro                                      | Oswaldo Luiz e Carlos André Wendos               | 175,7  | Bateria (19 pts)   |
| 3    | Renascer de Jacarepaguá       | Arré Égua! Hoje Nós Vamos pras Comédias!                                           | Ricardo Costa, Wagner Gonçalves e Nelson Ricardo | 175,7  | Bateria (18,5 pts) |
| 4    | Acadêmicos da Barra da Tijuca | É Arte e Carnaval! A Barra da Tijuca Apresenta o Teatro do Oprimido na Vida Real   | Paulo Roberto                                    | 175    | -                  |
| 5    | União do Parque Curicica      | Da Criação a Reconstrução - 90 Anos do Mercadão de Madureira                       | Myrian e José Marcos                             | 173,7  | -                  |
| 6    | Arranco                       | Saravá! Negritude, Saravá!                                                         | Antônio Sérgio                                   | 173,2  | -                  |
| 7    | Vizinha Faladeira             | Todo Mundo Tem Família - A História É a Mesma, Só Muda o Endereço                  | Lilian Rabello                                   | 171,6  | -                  |
| 8    | Unidos do Jacarezinho         | Jacarezinho Roda, Roda, Roda e Avisa: Que Saudades do Velho Guerreiro - Chacrinha! | Eduardo Gonçalves e Wanyr Júnior                 | 171,2  | Samba (20 pts)     |
| 9    | Império da Tijuca             | A Magia Imperial Põe a Mão na Massa e Encanta a Massa na Sapucaí                   | Eduardo Silva                                    | 171,2  | Samba (19,5 pts)   |
| 10   | Unidos da Villa Rica          | Do Trigo da Terra... Arte do Pão                                                   | Marco Antônio Falleiros                          | 164,3  | -                  |
| 11   | Em Cima da Hora               | XV.ª Região - Nossa Vida, Nosso Progresso, Nossa Paixão...                         | Marcelo Portela                                  | 162,2  | -                  |
| 12   | Acadêmicos do Sossego         | Sossego Atravessa a Baía na Barca da Folia                                         | Carlinhos D'Andrade                              | 153    | -                  |

## Grupo C
O desfile do Grupo C (quarta divisão) foi organizado pela AESCRJ e realizado a partir da noite do domingo, dia 2 de março de 2003, na Avenida Rio Branco.
| Ordem dos desfiles |
| 1. Acadêmicos do Engenho da Rainha 2. Unidos do Anil 3. Mocidade de Vicente de Carvalho 4. Canários das Laranjeiras 5. Acadêmicos da Abolição 6. Difícil É o Nome 7. Unidos de Lucas 8. Mocidade Independente de Inhaúma 9. Unidos da Vila Kennedy 10. Unidos do Cabuçu 11. Foliões de Botafogo 12. Mocidade Unida do Santa Marta |

### Classificação
Unidos de Lucas foi a campeã, garantindo seu retorno ao Grupo B, de onde foi rebaixada em 2000. A escola homenageou o ex-jogador de vôlei Bernard Rajzman, criador do saque jornada nas estrelas. Vice-campeã, a Unidos do Cabuçu também garantiu seu retorno ao Grupo B, de onde foi rebaixada no ano anterior.
| Legenda: Promovidas ao Grupo B Rebaixadas para o Grupo D |

| Col. | Escola                           | Enredo                                                                  | Carnavalesco(a)                  | Pontos | Desempate        |
| ---- | -------------------------------- | ----------------------------------------------------------------------- | -------------------------------- | ------ | ---------------- |
| 1    | Unidos de Lucas                  | Bernard do Vôlei, Uma Jornada de Sucesso                                | Jairo de Souza                   | 185    | -                |
| 2    | Unidos do Cabuçu                 | Cores, Brilhos e Fantasias, Abram Alas para a Folia                     | Luiz Carlos Guimarães            | 184,2  | -                |
| 3    | Difícil É o Nome                 | O Notável Stepan Nercessian - de Cristalina para o Sucesso              | Fernando Alvarez                 | 181    | -                |
| 4    | Acadêmicos do Engenho da Rainha  | Das Trevas para a Luz, a Eterna Luta do Bem Contra o Mal                | Marinaldo Bezerra                | 178,5  | Samba (19,8 pts) |
| 5    | Acadêmicos da Abolição           | Guaiá, Guapi, Guarim, Guapimirim - A Nascente do Amor                   | Nonato Trinta                    | 178,5  | Samba (19 pts)   |
| 6    | Mocidade de Vicente de Carvalho  | Santos Dumont, o Pai da Aviação                                         | At Moreira                       | 175,9  | -                |
| 7    | Canários das Laranjeiras         | A Criação da Luz nas Noites Carajás                                     | Cássio Carvalho                  | 172,5  | -                |
| 8    | Unidos do Anil                   | A Necessidade É a Mãe da Criatividade, e Quem não Tem Cão Caça com Gato | Neri Monteiro e Felipe Dias      | 172,4  | -                |
| 9    | Unidos da Vila Kennedy           | Num Mundo de Informática, a Vila Kennedy Processa os Dados da Folia     | Renato Bandeira                  | 170,6  | -                |
| 10   | Mocidade Unida do Santa Marta    | Santa Marta Samba e Canta com Carlinhos de Jesus                        | Wanyr Júnior e Eduardo Gonçalves | 167,8  | -                |
| 11   | Foliões de Botafogo              | Elza Soares - Zumbi do Morro e do Samba                                 | Stoelson Cândido                 | 162    | -                |
| 12   | Mocidade Independente de Inhaúma | Ilê Saim à Nação Malê                                                   | Arialdo Costa e Agnaldo Mattos   | 17     | -                |

## Grupo D
O desfile do Grupo D (quinta divisão) foi organizado pela AESCRJ e realizado a partir da noite da segunda-feira, dia 3 de março de 2003, na Estrada Intendente Magalhães.
| Ordem dos desfiles |
| 1. Sereno de Campo Grande 2. Arrastão de Cascadura 3. Gato de Bonsucesso 4. Independente da Praça da Bandeira 5. Unidos da Vila Santa Tereza 6. Acadêmicos de Vigário Geral 7. Delírio da Zona Oeste 8. Unidos do Cabral 9. Acadêmicos do Dendê 10. Boêmios de Inhaúma 11. Imperial de Morro Agudo 12. Unidos de Manguinhos |

### Classificação
Em seu segundo ano de existência, a Independente da Praça da Bandeira foi a campeã do Grupo D, garantindo sua promoção inédita ao Grupo C. No ano anterior, a escola venceu o Grupo E. A Independente realizou um desfile sobre a biodiversidade. Vice-campeão, o Arrastão de Cascadura garantiu seu retorno ao Grupo C, de onde foi rebaixado em 2001.
| Legenda: Promovidas ao Grupo C Rebaixadas para o Grupo E |

| Col. | Escola                            | Enredo | Carnavalesco(a)                                               | Pontos |
| ---- | --------------------------------- | --- | ------------------------------------------------------------- | ------ |
| 1    | Independente da Praça da Bandeira | Bio-diversidade com Justiça Ambiental: O Ouro Verde Voltará a Brilhar                                                            | Soler Vianna, Marcos Paulo, Valter Guilherme e Adilson Corrêa | 185    |
| 2    | Arrastão de Cascadura             | Tem Jangada no Mar, Hoje Tem Arrastão                                                                                            | Sandro Gomes                                                  | 178,9  |
| 3    | Unidos do Cabral                  | Cabral e Salgueiro, Um Centenário de Samba e Alegria!                                                                            | Nilson Gomes                                                  | 177,8  |
| 4    | Boêmios de Inhaúma                | Do Iapoque ao Chuí, Yes Sou Mais Brasil!                                                                                         | Luís Carlos do Valle                                          | 176,9  |
| 5    | Acadêmicos de Vigário Geral       | Ari Barroso, Mister Samba | Cid Franco                                                    | 176,8  |
| 6    | Sereno de Campo Grande            | Carrum Novalis, Carnevale, Carnaval. Das Ruas aos Salões... Recordar É Viver!                                                    | Giovani Pinto                                                 | 176,4  |
| 7    | Acadêmicos do Dendê               | O Brasil e os Seres Fantásticos                                                                                                  | Arnon Carvalhaes                                              | 175,3  |
| 8    | Unidos de Manguinhos              | No Sonho do Carnaval, o Mangue Virou Paraíso e Manguinhos Afirma: O Futuro É Aqui                                                | Leonardo Soares                                               | 173,4  |
| 9    | Imperial de Morro Agudo           | Alô, Alô, Carmen Miranda | Maria José e Gláucia Ramos                                    | 173,2  |
| 10   | Gato de Bonsucesso                | Tem Banana na Banda, Tem Gato na Tuba, Estou na Área, Se Me Derrubar É Pênalti                                                   | Arthur Alegria                                                | 172,2  |
| 11   | Unidos da Vila Santa Tereza       | A Cor do Pecado | João Carlos                                                   | 171,5  |
| 12   | Delírio da Zona Oeste             | Um Passeio pela Estação de Ramos, Encantada com a Nobre Imperatriz, Delirando com o Samba Leopoldinense, Um Mergulho no Piscinão | Gilson Carlos Sena                                            | 170,7  |

## Grupo E
O desfile do Grupo E (sexta divisão) foi organizado pela AESCRJ e realizado a partir da noite da terça-feira, dia 4 de março de 2003, na Estrada Intendente Magalhães.
| Ordem dos desfiles |
| 1. União de Vaz Lobo 2. Arame de Ricardo 3. Mocidade Unida de Jacarepaguá 4. União de Guaratiba 5. Unidos de Padre Miguel 6. Flor da Mina do Andaraí 7. Unidos do Uraiti 8. Unidos de Cosmos |

### Classificação
Após alguns anos sem desfilar, a Flor da Mina do Andaraí retornou ao carnaval conquistando o título de campeã do Grupo E. Com a vitória, a escola foi promovida ao Grupo D. A Flor da Mina realizou um desfile sobre a cidade de São Gonçalo. Vice-campeã, Unidos de Cosmos também foi promovida ao Grupo D.
| Legenda: Promovidas ao Grupo D |

| Col. | Escola                           | Enredo                                                                              | Carnavalesco(a)                                        | Pontos |
| ---- | -------------------------------- | ----------------------------------------------------------------------------------- | ------------------------------------------------------ | ------ |
| 1    | Flor da Mina do Andaraí          | São Gonçalo Visita São Sebastião e Conta Sua História                               | Comissão de Carnaval                                   | 185    |
| 2    | Unidos de Cosmos                 | Cosmos 5.5 Reverencia Heitor dos Prazeres                                           | José Geraldo dos Santos, Jorge Veríssimo e Mestre Saul | 178,9  |
| 3    | Mocidade Unida da Cidade de Deus | E a Minha Infância Aonde Andará?                                                    | Mauricio machado e Flávio Simonace                     | 176,3  |
| 4    | União de Vaz Lobo                | O Folclore dos Primeiros Imigrantes em Terras Brasilis                              | Humberto Pinto e João Doreste                          | 173,4  |
| 5    | Arame de Ricardo                 | Se o Lixo É o Luxo, para quê a Arame Quer o Lixo?                                   | Guilherme Lamart                                       | 170,6  |
| 6    | Unidos de Padre Miguel           | Unidos pela Preservação, Somos Mensageiros da Floresta                              | Chiquinho Murta                                        | 169,3  |
| 7    | Unidos do Uraiti                 | Um, Dois, Três, com a Uraiti Sou Criança Outra Vez                                  | Jefferson Machado                                      | 167,7  |
| 8    | União de Guaratiba               | Sacode, Mexe-mexe, Vamos Ver o que Vai Dar. Na Era do Zodíaco Cada Um Tem Seu Lugar | Fábio Paradelas                                        | 34     |

## Avaliação
Paraíso da Alvorada desfilou após as apresentações do Grupo E. A escola foi aprovada para desfilar no Grupo E de 2004.
| Legenda: Promovida ao Grupo E |

| Colocação | Escola              | Enredo                                   | Carnavalesco(a)       |
| --------- | ------------------- | ---------------------------------------- | --------------------- |
| Aprovada  | Paraíso da Alvorada | Revoluções e Revoltas no Brasil Palmares | Carlinhos da Abolição |

## Blocos de enredo
Os desfiles foram organizados pela Federação dos Blocos Carnavalescos do Estado do Rio de Janeiro (FBCERJ).

### Grupo 1
Bloco do Barriga foi o campeão. Últimos colocados, Mocidade Unida da Mineira e Império do Gramacho foram rebaixados para o Grupo 2.
| Legenda: Campeão Rebaixados para o Grupo 2 |

| Col. | Bloco                     | Pontos |
| ---- | ------------------------- | ------ |
| 1    | Bloco do Barriga          | 204    |
| 2    | Coroado de Jacarepaguá    | 198    |
| 3    | Raízes da Tijuca          | 198    |
| 4    | Cometas do Bispo          | 195    |
| 5    | Bloco do China            | 191    |
| 6    | Flor da Primavera         | 185    |
| 7    | Amizade da Água Branca    | 184    |
| 8    | União da Ponte            | 177    |
| 9    | Mocidade Unida da Mineira | 164    |
| 10   | Império do Gramacho       | 146    |

### Grupo 2
Acadêmicos de Belford Roxo foi o campeão, sendo promovido ao Grupo 1 junto com Novo Horizonte. Grilo de Bangu foi desclassificado por desfilar com menos de 50% da quantidade mínima de componentes exigida pelo regulamento. Embalo da Portuguesa foi desclassificado por desfilar fora da ordem estabelecida.
| Legenda: Promovidos ao Grupo 1 Rebaixados para o Grupo 3 |

| Col. | Bloco                           | Pontos                      |
| ---- | ------------------------------- | --------------------------- |
| 1    | Acadêmicos de Belford Roxo      | 201                         |
| 2    | Novo Horizonte                  | 189                         |
| 3    | Corações Unidos do Amarelinho   | 185                         |
| 4    | Luar de Prata                   | 180                         |
| 5    | Magnatas de Engenheiro Pedreira | 178                         |
| 6    | Tupiniquim da Penha Circular    | 174                         |
| 7    | Roda Quem Pode                  | 168                         |
| 8    | Baronesa de Mesquita            | 158                         |
| 9    | Unidos do Alto da Boa Vista     | 149                         |
| 10   | Grilo de Bangu                  | Desclassificado (Artigo 5)  |
| 11   | Embalo da Portuguesa            | Desclassificado (Artigo 14) |

### Grupo 3
Falcão Dourado foi o campeão, sendo promovido ao Grupo 2 junto com Rosa de Ouro. Unidos de Parada Angélica, Tradição de Japeri e Chora na Rampa foram desclassificados por desfilarem com menos de 50% da quantidade mínima de componentes exigida pelo regulamento. Azul e Branco foi desclassificado por desfilar fora da ordem estabelecida.
| Legenda: Promovidos ao Grupo 2 |

| Col. | Bloco                     | Pontos                      |
| ---- | ------------------------- | --------------------------- |
| 1    | Falcão Dourado            | 89                          |
| 2    | Rosa de Ouro              | 85                          |
| 3    | Unidos de Parada Angélica | Desclassificado (Artigo 5)  |
| 4    | Tradição de Japeri        | Desclassificado (Artigo 5)  |
| 5    | Azul e Branco             | Desclassificado (Artigo 14) |
| 6    | Chora na Rampa            | Desclassificado (Artigo 5)  |

### Grupo de Avaliação
Unidos de Tubiacanga foi o campeão, sendo promovido ao Grupo 2 junto com Simpatia do Jardim Primavera. Boca de Siri e Tigre de Bonsucesso foram promovidos ao Grupo 3. Mocidade Unida de Manguariba foi desclassificado por desfilar fora da ordem estabelecida. Mocidade do Cosme Velho foi desclassificado por desfilar com menos de 50% da quantidade mínima de componentes exigida pelo regulamento.
| Legenda: Promovidos ao Grupo 2 Promovidos ao Grupo 3 |

| Col. | Bloco                        | Pontos                      |
| ---- | ---------------------------- | --------------------------- |
| 1    | Unidos de Tubiacanga         | 102                         |
| 2    | Simpatia do Jardim Primavera | 98                          |
| 3    | Boca de Siri                 | 96                          |
| 4    | Tigre de Bonsucesso          | 67                          |
| 5    | Mocidade Unida de Manguariba | Desclassificado (Artigo 14) |
| 6    | Mocidade do Cosme Velho      | Desclassificado (Artigo 5)  |